# Philipp Wieland

Philipp Wieland

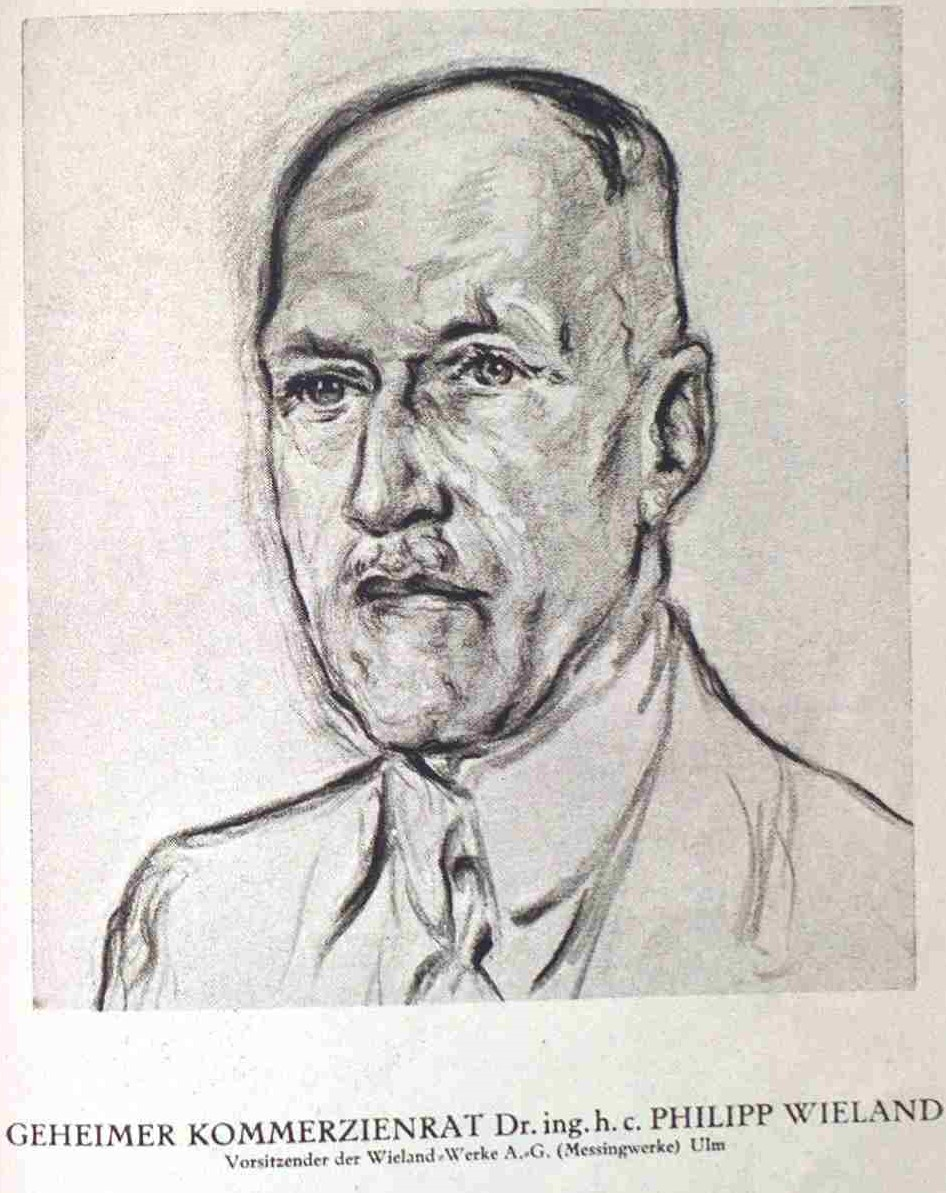
Emil Stumpp Philipp Wieland (1926)

Philipp Jacob Wieland (* 10. April 1863 in Ulm; † 16. April 1949 in Thun) war ein deutscher Politiker (NLP, DDP).

## Leben und Wirken
Wieland wurde 1863 als Sohn eines Unternehmers geboren. Nach dem Besuch des Gymnasiums in Ulm und des Realgymnasiums in Stuttgart sowie der ecole industrielle cantonale in Lausanne und der Bergakademie in Clausthal ging Wieland in die Wirtschaft.
Den Ausgangspunkt seiner Laufbahn als Industrieller legte Wieland, als er 1891 Vorstandsvorsitzender der Wielandwerke AG wurde. Bald darauf wurde er Teilhaber der Firma Wieland und Co. in Ulm sowie 1901 der Deutschen Delta-Metallgesellschaft in Düsseldorf. Später wurde er Aufsichtsratsmitglied der Vereinigten Industrieunternehmungen AG, der Vereinigten Aluminiumwerke AG und der Elektrowerke A.G. Ferner war er Ehrenmitglied des württembergischen Bezirksvereins Deutscher Ingenieure und gehörte seit 1920 dem Präsidium des Reichsverbandes der Deutschen Industrie an. Öffentliche Ehrungen erfuhr er durch seine Ernennung zum Geheimen Kommerzienrat und zum Dr. Ing. e. h.
In seiner Heimatstadt Ulm gehörte Wieland von 1890 bis 1893 dem Bürgerausschuss und dem Gemeinderat an. Ein politisches Forum fand er zunächst in der Nationalliberalen Partei (NLP), die in Württemberg als Deutsche Partei (DP) organisiert war, für die er von 1909 bis 1918 Abgeordneter in der württembergischen 2. Kammer war.
Nach der Novemberrevolution von 1918 wurde Wieland, der sich nun der Deutschen Demokratischen Partei (DDP) anschloss, Mitglied der Verfassungsgebenden Württembergischen Landesversammlung sowie der Weimarer Nationalversammlung. Ab 1920 war er Vertreter des Wahlkreises 31 (Württemberg) im Reichstag, dem er bis zum Mai 1928 angehörte. Der als wirtschaftsnah geltende Wieland machte sich im Parlament vor allem einen Namen als Energiepolitiker. Innerhalb des Hauptvorstandes seiner Partei leitete Wieland den Reichsausschuss für Handel, Industrie und Gewerbe.
Ende der 1920er Jahre zog Wieland sich ins Privatleben zurück. Seine letzten Lebensjahre verbrachte er zum Teil in der Schweiz, wo er 1949 starb.

## Schriften
- Das Budget der Vereinigten Staaten von Nordamerika. Seine Aufstellung, parlamentarische Behandlung und Ausführung. Berlin 1929.